# Khayelitsha

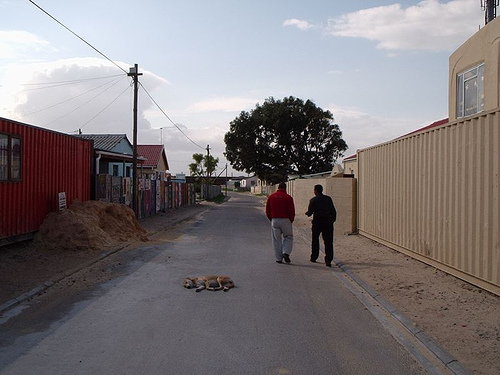
Mindre gata i Khayelitsha.

Khayelitsha är ett så kallat township i Sydafrika. Det är en till stor del informell förort till Kapstaden. Folkmängden uppgick till 391 749 invånare vid folkräkningen 2011, vilket gör den till den största förorten till Kapstaden.

## Historia

### Under apartheid
Khayelitsha grundades år 1985 som ett av många townships i Sydafrika som uppstod på grund av lagen Group Areas Act från 1950, ett led i etablerandet av apartheidsystemet där de svarta invånarna tvångsförflyttades ut från städerna till illegala kåkstäder i utkanterna. Inledningsvis hade det politiska styret i Kapstaden motsatt sig tvångssegregeringen men gav vika år 1957 varpå Kapstaden blev en av de mest rassegregerade kommunerna i hela landet. Situationen i Kapstadens förorter förvärrades i mitten på 1980-talet på grund av en växande befolkning samt stora inflyttningsantal, bland annat arbetssökande från andra delar av landet. 1983 offentliggjorde utvecklingsminister Piet Koornhof planer på byggandet av ännu en förort för svarta, Khayelitsha (då kallat Site C), för att avlasta andra förorter runtomkring Kapstaden, den enda lösningen apartheidregeringen såg på bostads- och befolkningsproblematiken. Efter avskaffandet av de rasistiska passlagarna 1987 ökade antalet svarta som flyttade till Kapstaden och redan existerande kåkstäder utsattes för högt befolkningstryck. Myndigheterna gick dessutom regelbundet in och förstörde bostäder i kåkstäderna vilket försämrade de redan usla levnadsförhållandena.

### Nutid
Trots nybyggnationer av skolor och hälsokliniker sedan efter apartheids fall 1994 är levnadsförhållandena fortfarande svåra med trångboddhet och kriminalitet som stora problem. Den största folkgruppen är xhosa som utgör över 95 % av befolkningen i förorten. Språket xhosa är modersmål för cirka 90 % av invånarna.